# Szkoła Podstawowa nr 137 im. prof. Wiktora Zina w Krakowie
Szkoła Podstawowa nr 137 im. prof. Wiktora Zina w Krakowie z oddziałami przedszkolnymi – szkoła podstawowa znajdująca się w Krakowie na terenie osiedla Przewóz w dzielnicy Podgórze.
Szkołę założył w 1842 ksiądz Stanisław Osuchowski, proboszcz parafii w Bieżanowie przy wsparciu miejscowego dziedzica wioski. Szkoła w Przewozie była kolejną instytucją edukacyjną, po szkole w Bieżanowie, zapoczątkowaną i utrzymywaną przez tego społecznika, późniejszego proboszcza i burmistrza w Wieliczce. Dziewiętnastowieczny budynek szkoły rozbudowano w 1965 i w 2019. W 2005 w budynku odsłonięto pamiątkową tablicę honorującą założyciela.

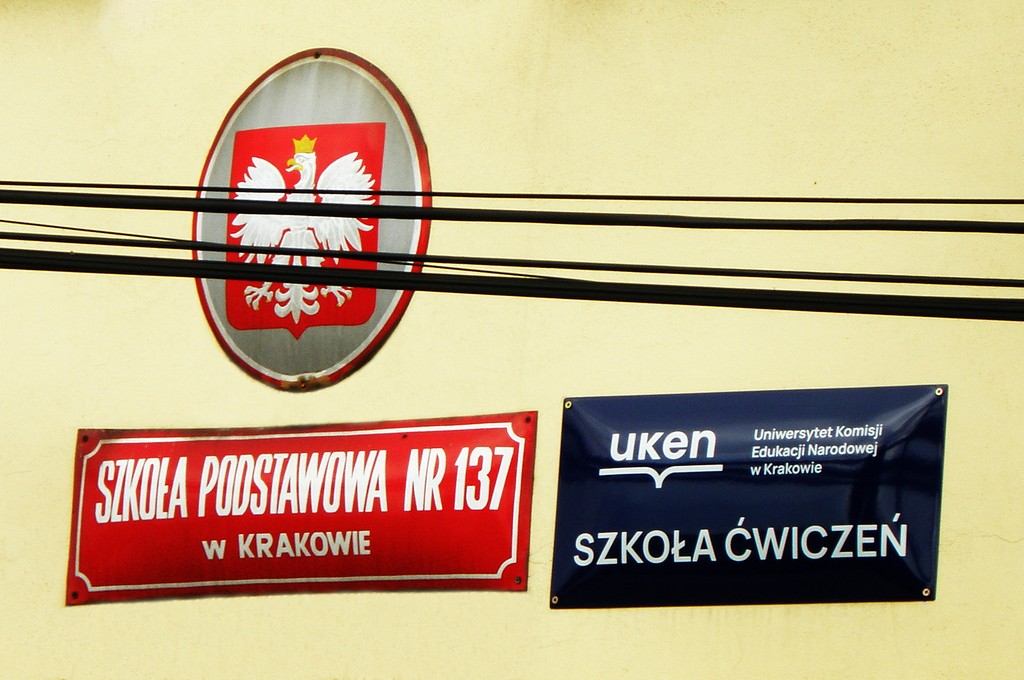
Oznaczenia szkoły na ścianie frontowej przy wejściu do budynku

W 2009 rozpoczęto starania o nadanie instytucji imienia Wiktora Zina, profesora Politechniki Krakowskiej, Nadanie imienia miało miejsce w 2010. Szkoła otrzymała certyfikat Szkoły z Klasą. Szkoła jest szkołą ćwiczeń Uniwersytetu Komisji Edukacji Narodowej w Krakowie.